# Liste der marokkanischen Botschafter in Russland

## Botschafter
| Ernannt/akkreditiert | Name                                      | Anmerkungen | Liste der Herrscher Marokkos | Liste der russischen Ministerpräsidenten | verlassen |
| -------------------- | ----------------------------------------- | --- | ---------------------------- | ---------------------------------------- | --------- |
| 4. Juli 1901         | Abdelkrim Ben Sliman                      | Abdelkarim († September 1907) | Abd al-Aziz                  | Nikolaus II.                             |           |
| 1959                 | Bashir Bel Abbes                          | Zeitweise marokkanischer Justizminister | Mohammed V.                  | Nikita Sergejewitsch Chruschtschow       | 1966      |
| 1. Juni 1967         | Mohammed Abdelhadi Sbihi Alaui el Idrissi | (* 18. November 1925); ed. Lycee Royale, Rabat und Fez, Landwirtschaftsingenieur                                                                                     | Hassan II.                   | Leonid Iljitsch Breschnew                | 1970      |
| 1971                 | Abdellah Chorfi                           | 1966: Under Secretary of State, Ministry of Foreign Affairs.1973-–1974 Ambassador to the Court of St. James                                                          | Hassan II.                   | Leonid Iljitsch Breschnew                | 1973      |
| 1973                 | Mohamed Sijilmassi                        | | Hassan II.                   | Leonid Iljitsch Breschnew                | 1976      |
| 1976                 | Maati Jorio                               | [ 4 ] | Hassan II.                   | Leonid Iljitsch Breschnew                | 1978      |
| 1978                 | Abdelkhalek Kabbaj                        | 1984: Außerordentlicher und Bevollmächtigter Botschafter des Königreiches Marokko in der DDR,                                                                        | Hassan II.                   | Leonid Iljitsch Breschnew                | 1985      |
| 1986                 | Mehdi M'Rani Zentar                       | 24. Juni 1964: Außerordentlicher und bevollmächtigter Botschafter in Jugoslawien, 1981–1983: Ständiger Vertreter Marokkos bei den Vereinten Nationen. Sicherheitsrat | Hassan II.                   | Andrei Andrejewitsch Gromyko             | 1990      |
| 1990                 | Rafik Haddaoui                            | 1995 bis 2001 Direktor der CNSS, wurde wegen der Verschwendung öffentlicher Gelder zu einer vierjährigen Haftstrafe verurteilt.                                      | Hassan II.                   | Michail Sergejewitsch Gorbatschow        | 1992      |
| 1992                 | Abdelsalam Znined                         | | Hassan II.                   | Boris Nikolajewitsch Jelzin              | 1995      |
| 1996                 | Ahmed Bourzaim                            | | Hassan II.                   | Boris Nikolajewitsch Jelzin              | 2000      |
| 2000                 | Abdelmalek Jeddaoui                       | | Mohammed VI.                 | Wladimir Wladimirowitsch Putin           | 2005      |
| 2006                 | Noureddine Sefiani                        | | Mohammed VI.                 | Wladimir Wladimirowitsch Putin           | 2008      |
| 2008                 | Abdelkader Lecheheb                       | | Mohammed VI.                 | Dmitri Anatoljewitsch Medwedew           | 2019      |
| 2019                 | Lotfi Bouchaara                           | | Mohammed VI.                 | Wladimir Wladimirowitsch Putin           |           |